# Nuevo Rico
Nuevo Rico is een fictief land uit De avonturen van Kuifje van Hergé.
Het land is gesitueerd in Zuid-Amerika en is een buurland van San Theodoros. In Het gebroken oor breekt een oorlog uit tussen beide landen over het gebied Gran Chapo - een toespeling op de Chaco-oorlog (1932-1935) tussen Bolivia en Paraguay.
De vlag van Nuevo Rico heeft drie rode sterren in een driehoek op een zwarte achtergrond. De president is generaal Mogador. De hoofdstad is Sanfación.
Hergé maakte enkele humoristische verwijzingen bij de naamgeving. Zo betekent Nuevo Rico in het Spaans "nieuwe rijke" (nouveau riche) en Sanfación doet denken aan de Paraguayaanse hoofdstad Asunción, maar ook aan het Franse "sans façon" (zonder complimenten). Gran Chapo is dan weer een knipoogje naar "grand chapeau" (grote hoed).